# Oliver Brown
Oliver Brown (* 18. August 1994 in Sheffield) ist ein englischer Snookerspieler aus Dronfield. Durch den Gewinn der Europameisterschaft 2021 qualifizierte er sich ab dem Jahr darauf für die Profitour.

## Karriere

### Anfänge
Brown begann mit 10 Jahren mit dem Snookerspiel, nachdem ihn sein Vater in das Spiel eingeführt hatte. Nach nur wenigen Monaten nahm er bereits an britischen Juniorenturnieren teil, ehe er auch bei Amateurturnieren der Erwachsenen in Erscheinung trat. Erster Höhepunkt seiner Karriere war die Qualifikation für die Pontin’s International Open Series in der Spielzeit 2009/10, woraus Brown aber keinen Nutzen ziehen konnte. In den folgenden Jahren nahm er regelmäßig an Events der Players Tour Championship (PTC) teil. Darunter verstand man eine Serie zweitrangiger Profiturniere, die für Amateure die Möglichkeit boten, sich für die jeweilige Hauptrunde spielerisch zu qualifizieren. Letzteres glückte Brown regelmäßig, nennenswerte Ergebnisse in Hauptrunden blieben aber aus. In dieser Zeit nahm er daneben auch an anderen Qualifikationsturnieren für die Profitour teil, unter anderem an der EBSA Qualifying Tour, aber auch an der Q School. Hier konnte er häufig gute Ergebnisse erzielen, zur finalen Qualifikation fehlten ihm aber stets einige Siege. Immerhin durfte er ab Mitte der 2010er dank seiner guten Q-School-Ergebnisse als Gastspieler an einigen Profiturnieren teilnehmen, wobei er beim Wuxi Classic 2014 und bei den Welsh Open 2015 jeweils die Runde der letzten 32 erreichte. Beim Wuxi Classic 2014 hatte er zuvor in der Qualifikation überraschend den chinesischen Spitzenspieler Ding Junhui mit 5:0 geschlagen. Zu diesem Zeitpunkt trainierte er zusammen mit asiatischen Spielern in einer Einrichtung in Sheffield.

### Europameisterschaft und Profijahre
Auch nach dem Aus der PTC im Jahr 2016 blieb er der unabhängig davon veranstalteten Q School erhalten. Ab 2017 begann aber dort eine kleine Durststrecke, in der Brown nicht an seine guten Ergebnisse anschließen konnte. Die sonst regelmäßigen Einladungen zu professionellen Turnieren blieben dadurch bis auf wenige Ausnahmen aus. Dafür nahm Brown an den verbliebenen Profiturnieren mit der Möglichkeit zur Qualifikation rege teil. Sein größter Erfolg war dabei eine Achtelfinalteilnahme bei den Gibraltar Open 2019. Die Durststrecke endete 2020; sowohl nach der Q School 2020 als auch der Ausgabe 2021 folgten wieder mehrere Einladungen zu professionellen Turnieren. Zuvor hatte er sich bereits über die Q School zwei Mal für die Challenge Tour qualifiziert; im Rahmen der Challenge Tour 2019/20 verpasste er nur knapp einen der dort vergebenen Qualifikationsplätze. Darüber hinaus nahm Brown weiterhin häufig an englischen Amateurturnieren teil, verstärkt aber auch an internationalen Meisterschaften. Hatte er bereits bei der Europameisterschaft 2017 mit einer Viertelfinalteilnahme einen wichtigen Akzent gesetzt, so gelang ihm bei der Europameisterschaft 2021 der Durchbruch. Mit einem knappen 5:4-Sieg über den Russen Iwan Kakowski gewann er das Turnier, was ihm einen Startplatz für die Profisaisons 2022/23 und 2023/24 einbrachte.
Beim Rundenturnier der Championship League 2022 gelang ihm zum Auftakt seiner Profikarriere ein Achtungserfolg mit einem 2:2 gegen Robbie Williams. Anschließend erkämpfte er einen 5:4-Qualifikationssieg gegen Stephen Maguire beim European Masters, der sich allerdings bei den Northern Ireland Open revanchierte. Aber es ging enttäuschend weiter und es folgten nur noch zwei Siege bis zum Saisonende. Ross Muir, den er bei der UK Championship besiegen konnte, schlug ihn danach zweimal klar. Das zweite Jahr begann er mit einem Sieg gegen Zhou Yuelong und auch bei den nächsten drei Turnieren gewann er jeweils sein Auftaktspiel. Er versäumte es aber, weiter vorzudringen und damit auch in der Rangliste größere Fortschritte zu machen. Ausgerechnet bei den wertvolleren Turnieren danach verlor er die Erstrundenmatches und erst beim Shoot-Out, dem Sonderturnier mit der geringsten Wertigkeit, gelang ihm wieder ein Sieg. Er blieb im unteren Bereich der Weltrangliste, und selbst als er bei der Weltmeisterschaft zwei Siege gegen Reanne Evans und Dylan Emery schaffte, brachte ihn das nicht mehr wesentlich nach oben. Damit schied er wieder aus der Profitour aus.
Brown versuchte die sofortige Wiederqualifikation über die Q School, scheiterte aber ebenso deutlich wie in der folgenden Spielzeit in der Q Tour, bei der er es in keinem Turnier unter die Letzten 32 schaffte. Bei der Q School 2025 hatte er dann aber einen relativ leichten Weg ins Finalspiel, dort war Craig Steadman sein erster Gegner mit Profierfahrung im Turnier. Er siegte mit 4:1 und kehrte für weitere zwei Jahre auf die Profitour zurück.

## Erfolge (Auswahl)
| Ausgang         | Jahr | Turnier                          | Finalgegner    | Ergebnis |
| --------------- | ---- | -------------------------------- | -------------- | -------- |
| Amateurturniere |      |                                  |                |          |
| Zweiter         | 2019 | Challenge Tour 2019/20 – Event 1 | Cheung Ka Wai  | 1:3      |
| Sieger          | 2019 | Challenge Tour 2019/20 – Event 6 | Ashley Hugill  | 3:1      |
| Sieger          | 2021 | EBSA-Snookereuropameisterschaft  | Iwan Kakowski  | 5:4      |
| Sieger          | 2025 | Q School 2025 – Turnier 1        | Craig Steadman | 4:1      |